# Humahuaca
Humahuaca es una localidad argentina en la Provincia de Jujuy, cabecera del departamento homónimo.
Está ubicada a lo largo de la RN9 al norte de San Salvador de Jujuy, a 2939 m s. n. m.; está organizada con una Municipalidad y diferentes centros vecinales; hasta finales del siglo XIX fue uno de los más importantes centros comerciales coloniales del antiguo camino al Alto Perú. En ella se destacan sus calles angostas y empedradas, con sus casas bajas de adobe conservando su fisonomía histórica.

## Topónimo
Su nombre deriva del nombre de una nación de pobladores originarios que habitaron la región (los omaguacas), aunque también hay una leyenda que hace referencia a la Cabeza que llora ¡Humahuacac! ¡Humahuacac!. El Dr. Horacio Carrillo manifiesta que el nombre hace referencia al lugar de enterratorios de cabezas, o sepulcro de principales cabezas destacadas.

## Historia
El pueblo fue fundado en 1594, y la importancia del mismo fue creciendo a lo largo de todo el siglo XVII, por su lugar estratégico.
Los obispos del Tucumán hacían sus paradas obligadas en Humahuaca, camino de su Diócesis, visitaban canónicamente la parroquia. A principios del siglo XVIII Humahuaca gozaba de esplendor y actividad, tenía un total de 199 indios feudarios que comprendía un total de 1400 personas, que con españoles, indios libres, negros, mestizos zambos se llegaría quizás a las 1600 personas.
Humahuaca era considerada en todo el Tucumán, el más grande pueblo y el de mayor vida económica. Era un centro obligado de descanso y reabastecimiento y asiento de los Gobernadores de la Puna
En el suelo de Humahuaca, según el Archivo Capitular de Jujuy y otros documentos, se libraron 14 combates entre patriotas y realistas en el período que media de 1814 a 1821. El 1 de marzo de 1817, tuvo lugar el combate de Humahuaca, en el que el coronel Manuel Eduardo Arias derrotó a los realistas que habían fortificado la ciudad y convertido en un baluarte en el cual acumulaban armas y provisiones. En reconocimiento, el general Manuel Belgrano decidió premiarlo con una condecoración de su propio diseño, llamada la Estrella de Humahuaca, que serviría de inspiración para la medalla que dio lugar al actual Escudo de Salta.
En 2017 se conmemoraron los 200 años de la batalla de Humahuaca y se realizó un acto a los pies del Monumento a los Héroes de la Independencia Argentina. Se declaró a Humahuaca como “Capital Provincial, Histórica y Cultural” y se entregó la Réplica del “Estandarte de Picoaga” en custodia al Milenario y Heroico Pueblo de Humahuaca, así como réplicas de las medallas diseñadas por el general Manuel Belgrano

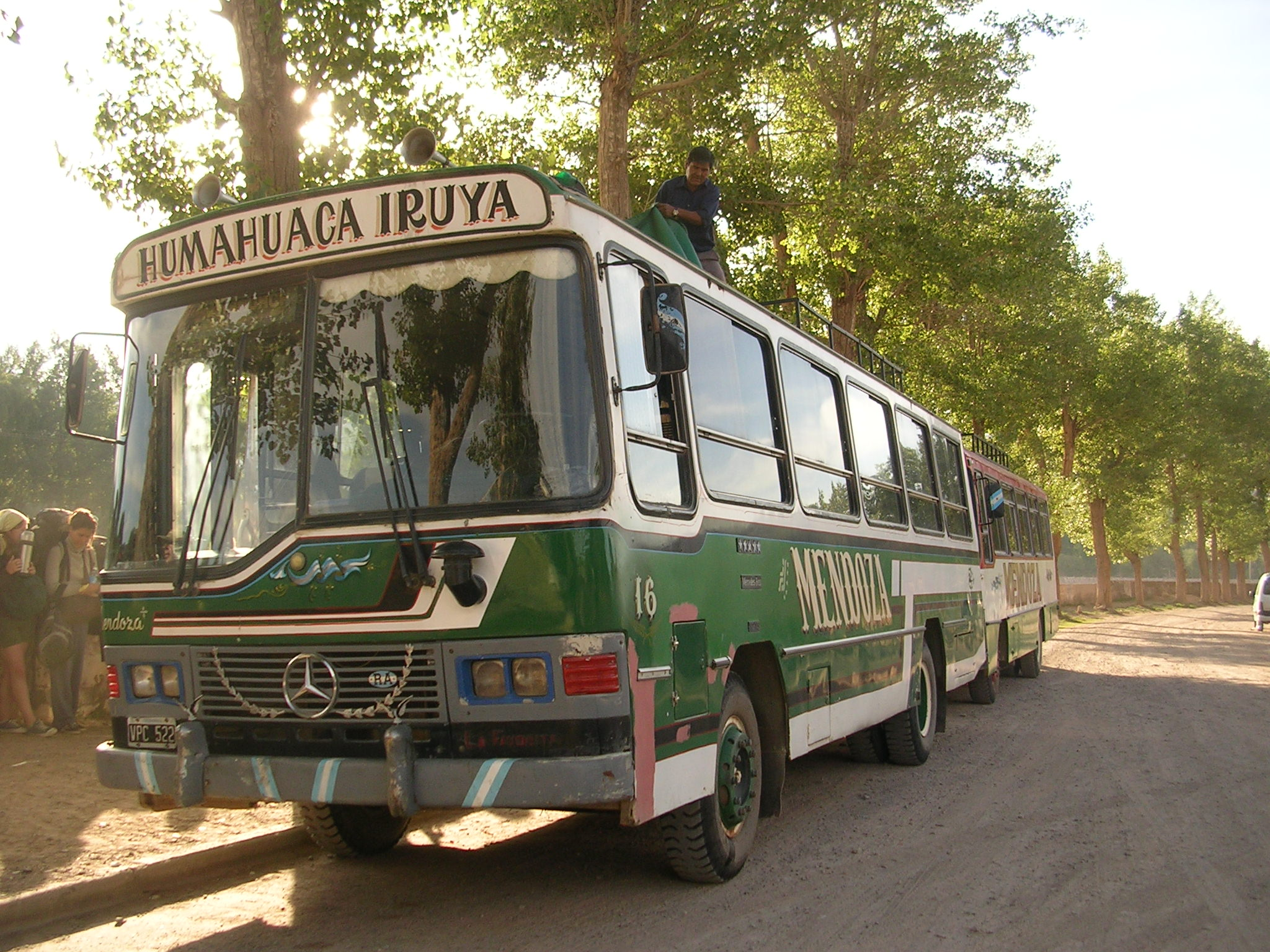
Autobús que cubre la ruta Humahuaca - Iruya.

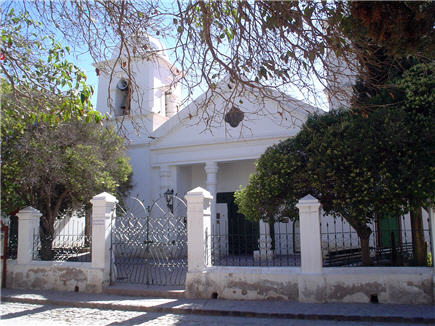
Catedral Nuestra Señora de la Candelaria y San Antonio

## El carnaval de Humahuaca
El Carnaval de Humahuaca es uno de los más famosos del país y atrae tanto a visitantes locales como extranjeros, muestra una entusiasta participación popular. Dura ocho días y en su preparación intervienen máscaras, disfraces, trajes coloridos y ritos.
Varios son los factores que han contribuido a darle renombre; aquí se han preservado las más puras y pintorescas costumbres carnavalescas propias de la zona, con reminiscencias indígenas y españolas, dándole su sello característico, diferente y misterioso.
Las grandes protagonistas del Carnaval son las llamadas "Comparsas", las cuales se encargan de organizar celebraciones en diferentes lugares del pueblo donde no falta la comida, la bebida, el baile y el homenaje a la Pachamama.
Las fiestas se organizan por las calles de día y en las noches en tinglados o salones

## Clima
Humahuaca tiene un clima árido fresco (Köppen BWK), con dos temporadas: un verano suave con tormentas eléctricas ocasionales de diciembre a marzo, y un invierno fresco, extremadamente claro y sin lluvias que cubre el resto del año. Aunque las tardes son cálidas durante todo el año, la altitud extrema significa que las mañanas son frescas en verano y son heladas en el invierno sin lluvia y sin nubes.
| Parámetros climáticos promedio de Humahuaca (1961-1970) | Parámetros climáticos promedio de Humahuaca (1961-1970) | Parámetros climáticos promedio de Humahuaca (1961-1970) | Parámetros climáticos promedio de Humahuaca (1961-1970) | Parámetros climáticos promedio de Humahuaca (1961-1970) | Parámetros climáticos promedio de Humahuaca (1961-1970) | Parámetros climáticos promedio de Humahuaca (1961-1970) | Parámetros climáticos promedio de Humahuaca (1961-1970) | Parámetros climáticos promedio de Humahuaca (1961-1970) | Parámetros climáticos promedio de Humahuaca (1961-1970) | Parámetros climáticos promedio de Humahuaca (1961-1970) | Parámetros climáticos promedio de Humahuaca (1961-1970) | Parámetros climáticos promedio de Humahuaca (1961-1970) | Parámetros climáticos promedio de Humahuaca (1961-1970) |
| Mes                                                     | Ene.                                                    | Feb.                                                    | Mar.                                                    | Abr.                                                    | May.                                                    | Jun.                                                    | Jul.                                                    | Ago.                                                    | Sep.                                                    | Oct.                                                    | Nov.                                                    | Dic.                                                    | Anual                                                   |
| ------------------------------------------------------- | ------------------------------------------------------- | ------------------------------------------------------- | ------------------------------------------------------- | ------------------------------------------------------- | ------------------------------------------------------- | ------------------------------------------------------- | ------------------------------------------------------- | ------------------------------------------------------- | ------------------------------------------------------- | ------------------------------------------------------- | ------------------------------------------------------- | ------------------------------------------------------- | ------------------------------------------------------- |
| Temp. máx. abs. (°C)                                    | 31.9                                                    | 30.1                                                    | 29.5                                                    | 29.5                                                    | 27.7                                                    | 25.9                                                    | 27.3                                                    | 27.1                                                    | 28.3                                                    | 31.3                                                    | 31.1                                                    | 30.5                                                    | 31.9                                                    |
| Temp. máx. media (°C)                                   | 23.6                                                    | 23.4                                                    | 22.7                                                    | 23.2                                                    | 21.5                                                    | 20.2                                                    | 19.5                                                    | 20.8                                                    | 22.6                                                    | 24.0                                                    | 23.9                                                    | 23.8                                                    | 22.5                                                    |
| Temp. media (°C)                                        | 15.9                                                    | 15.9                                                    | 14.6                                                    | 13.0                                                    | 10.3                                                    | 8.7                                                     | 8.0                                                     | 9.5                                                     | 11.6                                                    | 13.4                                                    | 14.7                                                    | 15.7                                                    | 12.6                                                    |
| Temp. mín. media (°C)                                   | 8.3                                                     | 8.5                                                     | 6.6                                                     | 2.9                                                     | -0.8                                                    | -2.7                                                    | -3.4                                                    | -1.7                                                    | 0.7                                                     | 2.9                                                     | 5.6                                                     | 7.7                                                     | 2.9                                                     |
| Temp. mín. abs. (°C)                                    | 3.2                                                     | 1.4                                                     | -1.6                                                    | -4.6                                                    | -9.2                                                    | -12.8                                                   | -13.9                                                   | -13.3                                                   | -9.8                                                    | -5.5                                                    | -4.3                                                    | 1.0                                                     | -13.9                                                   |
| Precipitación total (mm)                                | 40                                                      | 48                                                      | 26                                                      | 4                                                       | 0                                                       | 0                                                       | 0                                                       | 1                                                       | 1                                                       | 1                                                       | 18                                                      | 34                                                      | 173                                                     |
| Días de precipitaciones (≥ 1 mm)                        | 6                                                       | 6                                                       | 4                                                       | 0.9                                                     | 0.1                                                     | 0                                                       | 0                                                       | 0.2                                                     | 0.1                                                     | 0.3                                                     | 3                                                       | 5                                                       | 25.6                                                    |
| Humedad relativa (%)                                    | 62                                                      | 65                                                      | 63                                                      | 55                                                      | 47                                                      | 46                                                      | 45                                                      | 42                                                      | 42                                                      | 46                                                      | 56                                                      | 62                                                      | 53                                                      |
| Fuente: Secretaría de Minería                           |                                                         |                                                         |                                                         |                                                         |                                                         |                                                         |                                                         |                                                         |                                                         |                                                         |                                                         |                                                         |                                                         |

## El Cabildo de Humahuaca
El Cabildo de Humahuaca  fue demolido en el año 1934, para luego comenzarse la edificación de actual cabildo de estilo diverso. Obedece a patrones de neto corte castizo. Se observan animales en las columnas, en particular cóndores, aves de rapiña presentes en la cosmovisión andina por representar uno de los principios de la vida, el aire, esculpidos en arenisca de Coraya. El cabildo se levantó gracias a las gestiones realizadas en Buenos Aires por el Dr. Ernesto Padilla y las obras fueron costeadas por el gobierno nacional. En este novedoso edificio trabajaron alrededor de 12 empleados humahuaqueños y otros venidos desde Jujuy. La variada conjunción de estilos que presenta dio lugar a varias interpretaciones de los expertos, pero es sabido que su estilo es fundamentalmente neoclásico con una importante conjunción de otros, como el estilo morisco, por la utilización de azulejos en uno de los torreones. La utilización de maderas de cedro como sostén de los campanarios les da un aire de avanzada arquitectura moderna.

## Parroquias de la Iglesia católica en Humahuaca
| Prelatura territorial | Humahuaca                                              |
| --------------------- | ------------------------------------------------------ |
| Parroquia             | Catedral Nuestra Señora de la Candelaria y San Antonio |

## Personalidades
- Uña Ramos (1933-2014), músico, compositor y quenista.

## Enlaces externos

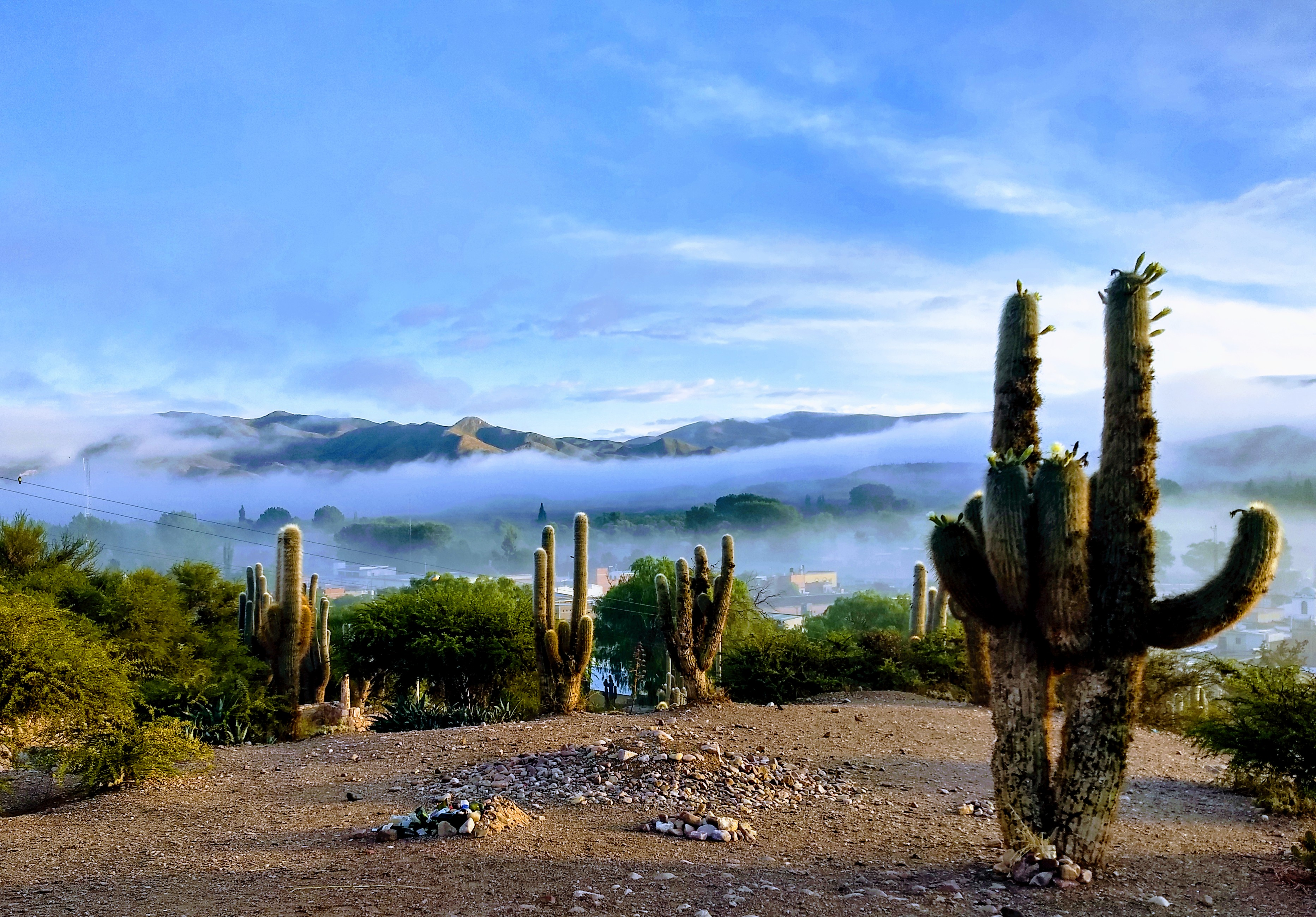
La vista desde el mirador mientras Humahuaca despierta.